# Kekaha
Kekaha is een plaats (census-designated place) in de Amerikaanse staat Hawaï, en valt bestuurlijk gezien onder Kauai County.

## Demografie
Bij de volkstelling in 2000 werd het aantal inwoners vastgesteld op 3175.

## Geografie
Volgens het United States Census Bureau beslaat de plaats een oppervlakte van
3,2 km², waarvan 2,6 km² land en 0,6 km² water. Kekaha ligt op ongeveer 6 m boven zeeniveau.

## Plaatsen in de nabije omgeving
De onderstaande figuur toont nabijgelegen plaatsen in een straal van 20 km rond Kekaha.